# Tetratheca
Tetratheca é um género de plantas com flor, pertencente à família Elaeocarpaceae, que agrupa cerca de 20 espécies com ampla distribuição nas regiões subtropicais da Austrália.

## Taxonomia
O género  foi descrito por James Edward Smith e publicado em Spec. Bot. New Holland 5. 1793.. A espécie tipo é Tetratheca juncea Sm.

## Espécies
Entre muitas outras, o género inclui as seguintes espécies:
- Tetratheca aculeata
- Tetratheca affinis
- Tetratheca aphylla
- Tetratheca baueraefolia
- Tetratheca calva
- Tetratheca pilosa